# Literatura germană
Literatura germană se referă la creațiile beletristice ale autorilor din spațiul german. 

## Laureați ai Premiului Nobel
Premiul Nobel pentru literatură a fost acordat autorilor de limbă germană de 13 ori până în anul 2017, ceea ce-i plasează pe autorii de limbă germană pe locul al III-lea după autorii de limbă engleză și franceză (cu 28 și respectiv 17 laureați).
| Thomas Mann (1875–1955) | Hermann Hesse (1877–1962) |
| ----------------------- | ------------------------- |
|                         |                           |

- 1902 Theodor Mommsen
- 1908 Rudolf Christoph Eucken
- 1910 Paul Heyse
- 1912 Gerhart Hauptmann
- 1919 Carl Spitteler
- 1929 Thomas Mann
- 1946 Hermann Hesse
- 1966 Nelly Sachs
- 1972 Heinrich Böll
- 1981 Elias Canetti
- 1999 Günter Grass
- 2004 Elfriede Jelinek
- 2009 Herta Müller

## Legături externe
Acest articol conține text din Encyclopædia Britannica 1911, o publicație aparținând domeniului public. 
- Sophie - A digital library of works by German-speaking women
- „Germany, Language and Literature of”. The American Cyclopædia. 1879.